# Teófanes el Recluso
San Teófanes el Recluso (1815-1894) , también conocido como Teófanes el Eremita (Феофан Затворник en ruso: Feofán Zatvórnik), es un santo de la Iglesia Ortodoxa Rusa. 

## Biografía
Su nombre era Gueórgui Vasílievich Góvorov, nacido en la villa de Chernavsk (ahora en la óblast de Lípetsk). Su padre fue un sacerdote ortodoxo ruso, y según la costumbre de la época, él también fue destinado al sacerdocio.
Fue educado en los seminarios de Livny, Oriol y en la Academia de teología de Kiev. En estos años entró en contacto con el Monasterio de las Cuevas de Kiev. En 1841 se convirtió en monje adoptando el nombre Teófanes. Continuó sus estudios y acabó ordenándose sacerdote como hieromonje.
Ejerció como profesor en el seminario de Olonets y en la Academia de San Petersburgo. Entre los años 1847-1854 realizó diversos viajes por Oriente y Tierra Santa, donde aprendió griego y conoció los escritos de los Santos Padres.
En 1854 se convirtió en obispo de Tambov, y posteriormente de Vladímir. En 1866 renunció al episcopado y se retiró al eremitorio de Vysha (hoy en la óblast de Riazán) donde permaneció hasta su muerte en 1894. Fue canonizado por la Iglesia Ortodoxa Rusa.

## Obras
La vida eremítica de Teófanes se centró en la oración y en la producción de obras literarias.

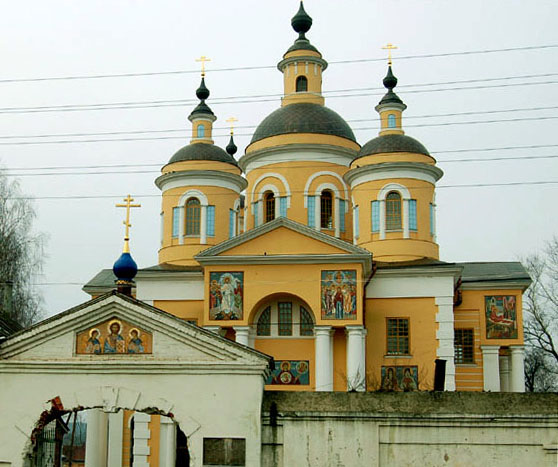
Catedral de Kazán del Monasterio de Vysha

- Tradujo del griego al ruso muchos textos de los Santos Padres.
- Varios comentarios a las Cartas de San Pablo.
- Dobrotoliúbie, traducción de la Filocalia al ruso, ampliando su contenido con textos de los Padres de la Iglesia Rusa que escribieron entre los siglos XVII y XVIII.
- Un voluminoso epistolario de más de 10 volúmenes.